# Lo que no se perdona
Lo que no se perdona es una telenovela venezolana producida y emitida por Venevisión en el año 1982. Fue protagonizada por Mary Soliani y Henry Salvat, con las participaciones antagónicas de Manuel Escolano, Helianta Cruz y la primera actriz Olga Castillo. Estuvo basada en radionovela de la escritora cubana Olga Ruilópez, con la adaptación de Ana Mercedes Escámez.

## Trama
Gabriela (Mary Soliani) es una joven bella pero desdichada en el amor. Su madre (Betty Ruth), es herida en un atraco y queda ciega. Como su familia está muy mal económicamente, y su madre necesita un tratamiento médico costoso, Gabriela decide aceptar oferta de matrimonio de Gustavo Adolfo (Henry Salvat), un hombre rico. Gustavo Adolfo es noble y bondadoso, y aunque no está enamorada de él, Gabriela espera que un día llega a amarlo sinceramente. En casa de su esposo, Gabriela no es bien recibida, pues doña Constanza (Olga Castillo), tía de Gustavo Adolfo, la humilla y desprecia por ser pobre. En la mansión también viven primas hermanas de Gustavo Adolfo, lo que provoca más problemas con doña Constanza, porque Maolí (Alba Roversi), su hija menor se enamora en Miguel (Tony Rodríguez), hermano vagabundo de Gabriela. Con el regreso de Víctor Alfonso (Manuel Escolano), hijo iresponsable de doña Constanza, en matrimonio de Gabriela y Gustavo Adolfo se installa una tormenta. Resulta que, Víctor Alfonso y Gabriela tenían un romance en el pasado, pero él la abandonó y desapareció sin ninguna explicación, dejándola desilusionada en amor. Ahora, aunque él dice que esta arrepentido y quiere reconciliar, Gabriela lo rechaza, porque para ella su decepción es algo lo que no se perdona.

## Reparto
- Mary Soliani ... Gabriela
- Henry Salvat ... Gustavo Adolfo
- Manuel Escolano ... Víctor Alfonso
- Olga Castillo ... Doña Constanza
- Helianta Cruz ... Sandra
- Corina Azopardo... Corina
- Martín Lantigua
- Oscar Mendoza
- Maigualida Montes ... Magaly
- Omar Omaña ... Isidro
- Reneé de Pallás
- Jorge Nicolini
- Carmencita Padrón ... Rosita
- Alba Roversi ... Maolí
- Tony Rodríguez ... Miguel
- Betty Ruth ... Teresa
- Lucila Herrera

## Curiosidades
- Aunque telenovela no tenía mal argumento, perdia en sintonía de su competencia de RCTV: última etapa de “La hija de nadie”, y después “De su misma sangre”, por lo cual fue cortada aproximadamente un mes de su estreno.
- Fue la última telenovela en cual trabajó Mary Soliani.